# Santa Marina (Córdoba)
Santa Marina es un barrio del distrito Centro de Córdoba (España). Está situado en la zona norte del distrito. Limita al norte con el barrio de Ollerías; al este, con el barrio de San Lorenzo; al sur, con el barrio de San Andrés-San Pablo; y al oeste, con los barrios de San Miguel-Capuchinos y Campo de la Merced-Molinos Alta.
Fue uno de los mayores barrios de Córdoba, tanto por extensión como en número de habitantes, y es aquí donde vivían muchos de los nobles de la ciudad. Es conocido como barrio de los toreros por la tradición que tiene en este espectáculo. En él podemos encontrar la escultura en honor a Manolete que la ciudad realizó tras su muerte en Linares. Esta se sitúa frente a la Iglesia de Santa Marina.

## Monumentos y lugares de interés
- Muralla de la Axerquía
- Convento de Santa Isabel de los Ángeles
- Palacio de Viana
- Iglesia de Santa Marina
- Iglesia de San Agustín
- Fuente de la Piedra Escrita
- Jardines del Santo Cristo
- Plaza de San Agustín
- Plaza del Conde de Priego y estatua de Manolete
- Plaza de la Lagunilla
- Torre de la Malmuerta
- Ermita y Convento del Colodro
- Torreón Puerta del Rincón y estatua de la "Regadora" homenaje a los cuidadores de los patios